# Living with War
Living with War — двадцать восьмой студийный альбом канадского автора-исполнителя Нила Янга, изданный в 2006 году.

## Об альбоме
В Living with War музыкант выступает против войны в Ираке и резко критикует политику Джорджа У. Буша. Альбом появился в результате визита Янга к его дочери. Ожидая её, исполнитель решил купить в торговом автомате стакан кофе и увидел страницу газеты USA Today с фотографией тяжёло раненых американских военных. Почувствовав страдания, причиняемые войной, Нил заплакал, схватил свою гитару и принялся писать несколько песен одновременно. Позднее, говоря о критике американской политики, Янг посетовал: «Я надеялся, что придут молодые люди, и скажут об этом, и споют песни об этом, но я никого не увидел и сделал это сам. Я ждал так долго, как мог». Living with War был номинирован сразу на три премии «Грэмми», в категориях «Лучший рок альбом», «Лучшая рок песня» и «Лучшее сольное вокальное рок исполнение» (две последние — песня «Lookin' for a Leader»). Он занял 15 место в чарте Billboard 200 и 7 место в канадском альбомном чарте.

## Список композиций
| №   | Название                      | Длительность |
| --- | ----------------------------- | ------------ |
| 1.  | «After the Garden»            | 3:23         |
| 2.  | «Living with War»             | 5:04         |
| 3.  | «The Restless Consumer»       | 5:47         |
| 4.  | «Shock and Awe»               | 4:53         |
| 5.  | «Families»                    | 2:25         |
| 6.  | «Flags of Freedom»            | 3:42         |
| 7.  | «Let’s Impeach the President» | 5:10         |
| 8.  | «Lookin’ for a Leader»        | 4:03         |
| 9.  | «Roger and Out»               | 4:25         |
| 10. | «America the Beautiful»       | 2:57         |